# Antrogne (ruisseau)
L’Antrogne est un ruisseau de Belgique affluent en rive droite de la Semois et fait donc partie du bassin versant de la Meuse. 

## Parcours
Il prend sa source à un kilomètre au sud de Saint-Médard en province de Luxembourg et, traversant la forêt d’Herbeumont (une section de l’ancienne grande forêt d’Ardenne), se jette dans la Semois au lieu-dit de Conques, au sud d’Herbeumont.
Le cours de l’Antrogne est entièrement forestier et très pittoresque. Pour un bref parcours de 7 kilomètres, sa déclivité est de 130 mètres.

## Occupation humaine
Une forge y était établie au XVIIe siècle.
Le Prieuré de Conques a été bâti face à l'embouchure de l'Antrogne.